# Chrysoritis endymion
Chrysoritis endymion is een vlinder uit de familie van de Lycaenidae. De wetenschappelijke naam van de soort is voor het eerst gepubliceerd in 1962 door Kenneth Misson Pennington.

## Verspreiding
De soort komt voor in Zuid-Afrika (West-Kaap).

## Levensloop
De rups leeft op Thesium en Thesidium (Santalaceae) en wordt bezocht door de mier Crematogaster peringueyi. De vliegtijd is van november tot in januari.